# Gambassi Terme
Gambassi Terme és un comune (municipi) de la ciutat metropolitana de Florència, a la regió italiana de la Toscana, situat a uns 35 km al sud-oest de Florència.
L'1 de gener de 2018 tenia 4.860 habitants.

## Llocs d'interès
- L'església de San Giovanni Battista, a la frazione de Varna, que conté una rèplica de l'obra "Madonna amb Nen i Sants" d'Andrea del Sarto.
- L'església romànica Pieve de Santa Maria Assunta (segle XII).
- Parc municipal (Parco comunale), antic jardí de la Villa Sinnai.